# Rüdersdorfer Mühlenfließ
Das Rüdersdorfer Mühlenfließ ist ein Fließgewässer im Land Brandenburg.
Es entspringt in Strausberg östlich von Berlin und mündet nach 15 km in Woltersdorf in den Flakensee der Löcknitz. Der untere Teil bildet den Hauptstrang der Bundeswasserstraße Rüdersdorfer Gewässer. Das Fließ durchströmt mehrere Seen und mehrere Abschnitte sind unter speziellen Namen bekannt.
|  |

|  |

|  |

|  |

## Verlauf

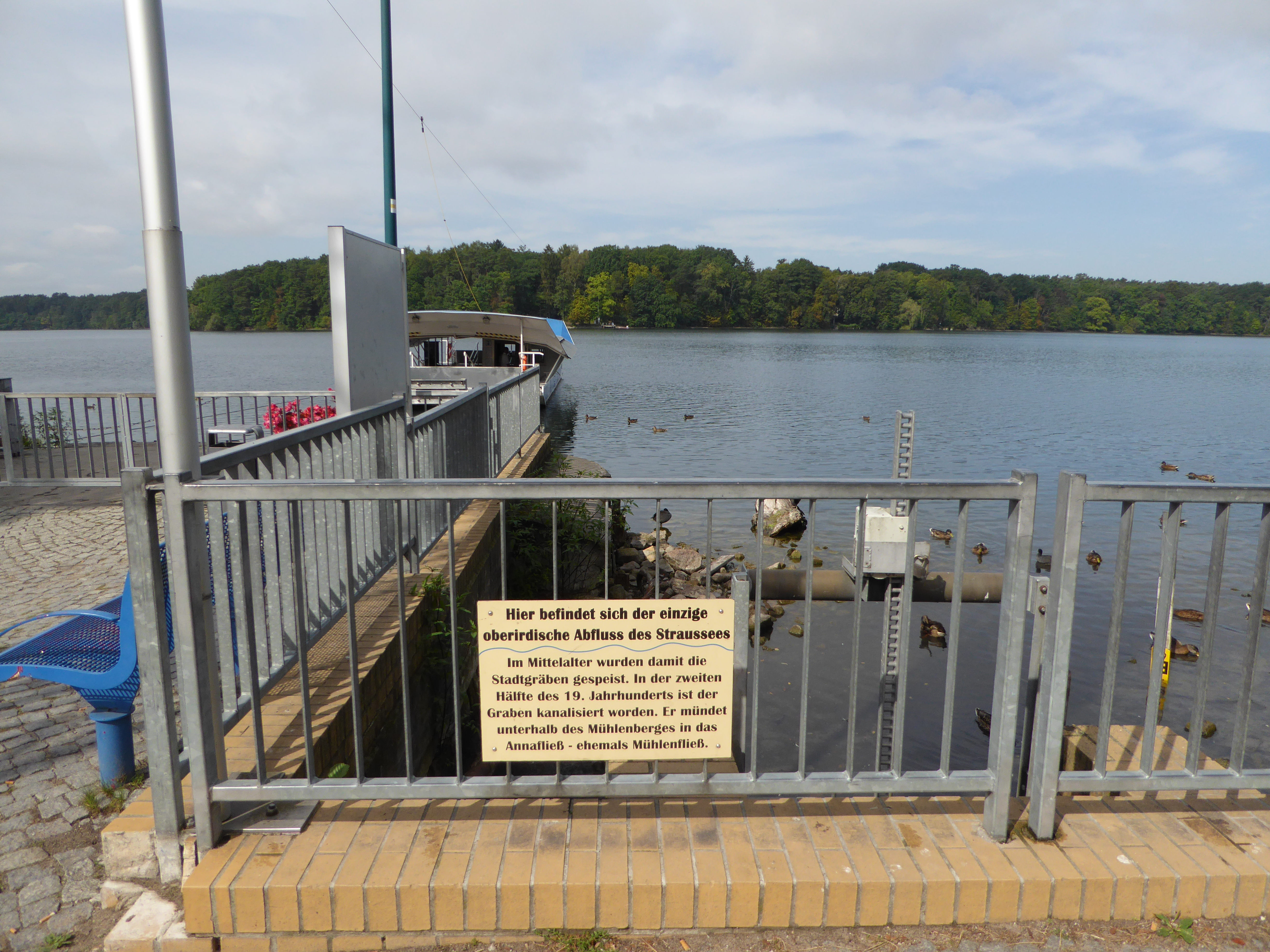
Postgrabeneinlass: einziger oberirdischer Abfluss des Straussees der in das Annafließ (ehemals (Rüdersdorfer) Mühlenfließ) mündet

Das Gewässer entspringt als kleiner Bach in Strausberg 400 m südlich des nördlichen Ostrandes des oberflächlich abflusslosen Straussees und wird in der Ortslage auch Annafließ genannt. In der Nähe von Strausberger Vorortsiedlungen erreicht das Gewässer den über 1 km langen Herrensee, nach weiteren 4,9 km den 3,2 km langen Stienitzsee.
Vom Verlassen dieses Sees an ist das Rüdersdorfer Fließ Teil der Bundeswasserstraße Rüdersdorfer Gewässer. Nach anderthalb Kilometern mündet von links der Langerhanskanal. Dieser Anschluss des Kriensees wurde für den Transport von Kalksteinen aus dem Tagebau Rüdersdorf angelegt. Die anschließenden 2 km bis zum Hohlen See werden wie der ganze bisherige Verlauf auch als Strausberger Fließ bezeichnet.
Der Hohle See hat nur einen Durchmesser von weniger als 370 m und eine Fläche von knapp 8,7 Hektar. Der Flussabschnitt von hier zum Kalksee heißt Stolper Graben, nach dem angrenzenden Ortsteil von Woltersdorf. Der Kalksee verengt sich im Süden und ist dann durch die Woltersdorfer Schleuse mit dem Flakensee verbunden. Diese Schleuse und der parallele Mühlenkanal bilden zusammen den untersten Teil des Rüdersdorfer Mühlenfließes.